# Lithuanian International 2015
Die Lithuanian International 2015 im Badminton fanden vom 3. bis zum 6. Juni 2015 in Kaunas statt.

## Die Sieger und Platzierten
| Disziplin    | Gold                                   | Silber                                  | Bronze                                |
| ------------ | -------------------------------------- | --------------------------------------- | ------------------------------------- |
| Herreneinzel | Adam Mendrek                           | Kęstutis Navickas                       | Sam Parsons                           |
| Herreneinzel | Adam Mendrek                           | Kęstutis Navickas                       | Sergey Sirant                         |
| Dameneinzel  | Yvonne Li                              | Alesia Zaitsava                         | Sonia Olariu                          |
| Dameneinzel  | Yvonne Li                              | Alesia Zaitsava                         | Akvilė Stapušaitytė                   |
| Herrendoppel | Miłosz Bochat Paweł Pietryja           | Povilas Bartušis Alan Plavin            | Mateusz Biernacki Krzysztof Jakowczuk |
| Herrendoppel | Miłosz Bochat Paweł Pietryja           | Povilas Bartušis Alan Plavin            | Andriy Zinukhov Kyrylo Leonov         |
| Damendoppel  | Marie Batomene Teshana Vignes Waran    | Luise Heim Yvonne Li                    | Emilie Juul Møller Cecilie Sentow     |
| Damendoppel  | Marie Batomene Teshana Vignes Waran    | Luise Heim Yvonne Li                    | Ieva Pope Kristīne Šefere             |
| Mixed        | Søren Toft Hansen Teshana Vignes Waran | Andrey Parakhodin Anastasia Chervyakova | Povilas Bartušis Vytautė Fomkinaitė   |
| Mixed        | Søren Toft Hansen Teshana Vignes Waran | Andrey Parakhodin Anastasia Chervyakova | Vladimir Nikulov Ekaterina Kut        |